# CCC&T
Opći građanski kalendar i vrijeme (Common-Civil-Calendar-and-Time, skraćeno CCC&T ili C&T) je prijedlog reforme kalendara. To je jedan od mnogih primjera kalendara s prijestupnim tjednom, kalendara koji održavaju sinkroniziranost sa solarnom godinom putem umetanja čitavih tjedana umjesto pojedinačnih dana.
Dick Henry, profesor astronomije na sveučilištu Johnsa Hopkinsa, je 2004. predložio usvajanje kalendara koji on pripisuje Robertu McClennonu. Kalendar je vrlo sličan gregorijanskom. Usklađenost sa Zemljinom orbitom se održava dodavanjem jednog sedmodnevnog interkalacijskog perioda, po imenu njutn (Newton), u nepravilnim intervalima od 5, 6 ili 7 godina. Obična godina ima 364 dana a prijestupna 371. Struktura godine bi izgledala ovako:
| Br.   | Mjesec                       | Dana |
| ----- | ---------------------------- | ---- |
| 1     | Siječanj                     | 30   |
| 2     | Veljača                      | 30   |
| 3     | Ožujak                       | 31   |
| 4     | Travanj                      | 30   |
| 5     | Svibanj                      | 30   |
| 6     | Lipanj                       | 31   |
| 7     | Njutn (prijestupni tjedan) * | 7    |
| 7/8   | Srpanj                       | 30   |
| 8/9   | Kolovoz                      | 30   |
| 9/10  | Rujan                        | 31   |
| 10/11 | Listopad                     | 30   |
| 11/12 | Studeni                      | 30   |
| 12/13 | Prosinac                     | 31   |

 *  U prijestupnim godinama. Tada se također mijenja za jedan naviše i redni broj mkeseci iza njutna.
Početak svake godine je u intervalu 28. prosinca - 3. siječnja. Pošto prijestupne godine ne slijede neko jednostavno pravilo, njihov popis se mora izračunati računalom ili očitati iz odgovarajuće tablice ili almanaha. Popis postoji na internetu, radi se o godinima koje sadrže 53 ISO tjedna.
Henry tvrdi da će njegov prijedlog uspjeti tamo gdje ostali nisu, zato što održava sedmični ciklus netaknut i time poštuje četvrtu zapovijed. Također uvjerava ljude da je ovo najbolji kalendar ikada predložen i traži od pristaša drugih prijedloga da podrže prijelaz na C&T.
Zastupao je prijelaz na ovaj kalendar 1. siječnja 2006, jer su tada gregorijanski i njegov kalendar istovremeno počinjali godinu.
Inačica kalendara Roberta McClennona se od Henrijeve razlikovala po tome što je imala jednostavno pravilo za određivanje prijestupnih godina, nalik onom iz gregorijanskog kalendara. Godine čiju su brojevi djeljivi s 5 imaju prijestupni tjedan, ali ne i one godine djeljive s 40, osim ako su također djeljive s 400. Nedostatak ovog pravila je to što Nova godina varira 17 dana u odnosu na gregorijansku.

## Vanjske poveznice
(na engleskom:)
- C&T calendar home page
- Johns Hopkins press release on C&T
- Slashdot discussion of Dick Henry's C&T